# Кусков, Иван Сергеевич
Иван Сергеевич Кусков (31 марта, 1927, Москва — 1998, Москва) — советский художник, книжный график. Член Союза художников СССР.
Автор иллюстраций к книгам Лизелотты Вельскопф-Генрих, Чарльза Диккенса, Александра Дюма, Шарля де Костера, Фенимора Купера, Майн Рида, Джонатана Свифта, Мигеля Сервантеса, Вальтера Скотта, Аркадия Фидлера, Райдера Хаггарда, Зинаиды Шишовой, Василия Яна, Николая Чуковского.

## Биография
Родился в семье детского врача в Москве, в Обыденском переулке близ Остоженки. Его художественный дар проявился уже в раннем детстве. В 1939 году, после изостудии, поступил в первый класс Московской средней художественной школы. С 1941 по 1943 годы был с этой школой в эвакуации в Башкирии. Выпускник 1946 года.

Иван Сергеевич Кусков

В 1947 году поступил в Суриковский институт, на графический факультет, попал к преподавателям Борису Александровичу Дехтерёву и Матвею Александровичу Доброву.
Окончил институт в 1952 году. С тех пор работал художником-иллюстратором в Детгизе и других издательствах.
За свою творческую жизнь художник проиллюстрировал около ста книг. Иллюстрации И. С. Кускова к «Пиквикскому клубу» Диккенса отмечены международной премией.
В основном работал в технике тушь, перо. Его рисунки характеризует внимание к мельчайшей детали и густой штрих. Обращаясь к определённой исторической эпохе, художник стремился передать приметы времени, особенности страны, людей, о которых идёт речь. Интерес к судьбам героев, постижение культуры и психологии того или иного класса, социальной группы, умение воссоздать зримый облик старинного замка, бытовой среды прошлых веков свидетельствуют о значительной исторической эрудиции художника.
Творческая жизнь Ивана Сергеевича Кускова прервалась трагически. Во времена перестройки в 1987 году, когда приобретение спиртного было затруднено, он выпил контрафактный спирт, после чего постепенно ослеп и до самой своей смерти был прикован к постели.

## Семья
- Жена — Кускова (ур. Чижевская) Ирина Александровна (8 марта 1929—16 ноября 1959) — дочь известного биофизика А. Л. Чижевского от первого брака с Чижевской (ур. Самсоновой) Ириной Александровной.

- Сын — С. И. Кусков (1956—2008) — известный российский куратор и арт-критик.